# Progress Film
Die Progress Film GmbH (Eigenschreibweise: PROGRESS) ist einer der ältesten und größten deutschen Filmauswerter. Als Monopolverleih brachte er alle in- und ausländischen (soweit die Zensur in der DDR sie zuließ) Filme in der DDR in die Kinos. 1990 wurde Progress in eine GmbH umgewandelt und der Treuhandanstalt, später der Bundesanstalt für vereinigungsbedingte Sonderaufgaben, unterstellt. Nach der Wende und der Aufhebung der Strukturen des staatlichen Filmwesens der DDR erhielt Progress zusätzlich die TV- und Videorechte der bisher herausgebrachten Titel zur Auswertung. Neu war auch die Auswertung im internationalen Bereich, die vom früheren DEFA-Außenhandel übernommen wurden.
Seit April 2019 verwahrt, digitalisiert und erschließt Progress in Zusammenarbeit mit der DEFA-Stiftung den kompletten Bestand der DEFA sowie eine wachsende Anzahl von Kollektionen weiterer Archive und stellt diese auf einer historisch kuratierten Plattform der Öffentlichkeit zur Verfügung.

## Geschichte

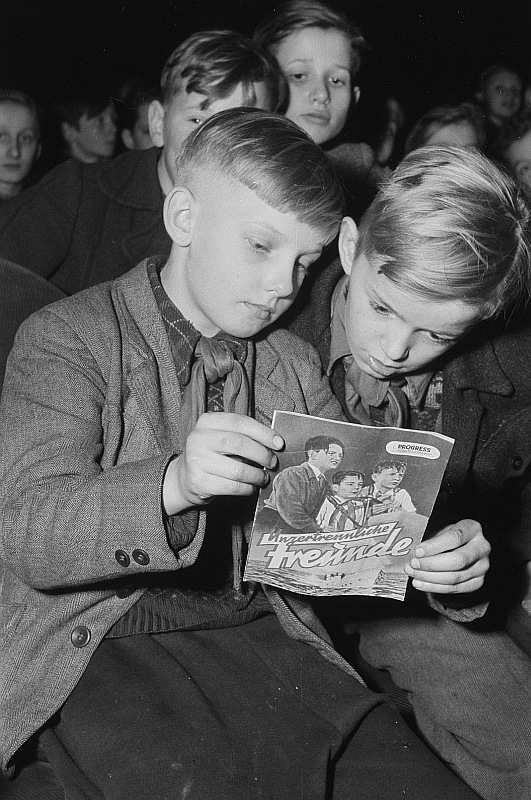
Progress-Programmheft bei der Premiere des Films „Unzertrennliche Freunde“ im Leipziger Kino Capitol am 12. Dezember 1953

1950 – im selben Jahr, in dem sich in West-Berlin auf Initiative des amerikanischen Filmoffiziers Oscar Martay zum ersten Mal der Gründungsausschuss der Berlinale traf – wurde am 1. August in Ost-Berlin die Progress Film-Vertrieb GmbH als deutsch-sowjetisches Unternehmen gegründet.
Zum deutschen Direktor wurde Rudolf Bernstein, zum sowjetischen Direktor Georgri Nikolajewitsch Nikolajew, der spätere Direktor der sowjetischen Filmproduktion Lenfilm, ernannt. Vorgänger war der sowjetische Verleihbetrieb Sovexportfilm, der ab 1948 mit dem neu gegründeten DEFA-Filmvertrieb zusammenarbeitete. Tatsächlich fand die Zusammenlegung dieser beiden Vertriebe unter dem Dach Progress am 13. Juli 1950 statt, aus pragmatischen Gründen gilt als offizieller Gründungstag jedoch der 1. August 1950.
Als Logo fungierte ein großes Filmstreifen-P in einem Kreis. Der Monopolverleih garantierte die Übernahme aller produzierten DEFA-Filme zu einem Fixpreis. Der Firmensitz war in der Jägerstraße 32 (Berlin-Mitte), im Gebäude des DEFA-Studios für Wochenschau und Dokumentarfilme.
Nachdem am 1. Juli 1955 Sovexport als Gesellschafter ausschied, wurde der Progress Film-Vertrieb in einen volkseigenen Betrieb umgewandelt. Der Progress Film-Vertrieb wurde schließlich zum Progress Film-Verleih und bleibt dies auch über die Zeit der Privatisierung nach dem Mauerfall. 1997 übergab die Bundesanstalt für vereinigungsbedingte Sonderaufgaben (BvS) den Progress Film-Verleih in die Hände der Tellux Beteiligungsgesellschaft mbH, einer Mehrheitsbeteiligung einiger süddeutscher Bistümer, die mit Wirkung zum 1. Januar 2001 alleiniger Anteilseigner der Progress Film-Verleih GmbH wurde. Icestorm Entertainment übernahm im April 2011 Progress von Tellux und verantwortet die weltweite Vermarktung von DVDs und Blu-rays von bisher mehr als 500 Titeln aus dem Progress-Repertoire. Der bis dahin zu Progress gehörende exklusive weltweite Kinoverleih des DEFA-Filmstocks wurde von der DEFA-Stiftung zum 1. Oktober 2013 auf die Stiftung Deutsche Kinemathek (SDK) übertragen.
2019 wurde Progress als Progress Film GmbH von LOOKSfilm mit Sitz in Halle übernommen. Seit dem 1. April 2019 wird auf der Plattform Progress Film (Eigenschreibweise: PROGRESS.film) das komplette Filmerbe der DDR international zugänglich gemacht. Darüber hinaus wertet Progress im Auftrag des Bundes Filmmaterialien von Ministerien, Parteien und Behörden sowie weitere Sammlungen aus. So werden auf Progress Film eine zunehmende Anzahl von Archiv-Kollektionen der Öffentlichkeit zur Verfügung gestellt.

## Kollektionen
Insgesamt umfasst der Bestand von Progress 22.000 Filme und Aufnahmen aus aller Welt vom Anfang des 20. Jahrhunderts bis in die Gegenwart (Stand Dezember 2020).

### DEFA
Zum Bestand von Progress zählt das vollständige DEFA-Filmerbe (z. B. Die Mörder sind unter uns, Die Legende von Paul und Paula, Spur der Steine, Jakob der Lügner, die DEFA-Indianerfilme mit Gojko Mitić), osteuropäische Filmkunstklassiker (wie Panzerkreuzer Potemkin, Solaris, Stalker), ausgezeichnete Kinderfilme sowie Dokumentarfilme (u. a. Die Kinder von Golzow) und Periodika und Wochenschauen zur Zeitgeschichte (Der Augenzeuge). Das DEFA-Repertoire umschließt mehr als 12.000 Filme aus neun Jahrzehnten.

#### DEFA-Produktionen

##### Animation
Das DEFA-Studio für Trickfilme produzierte zwischen 1955 und 1992 ca. 950 Kino-Animationsfilme für Kinder und Erwachsene. Darunter befinden sich sowohl Märchen- und Kinderbuchverfilmungen als auch Filme mit politisch-ideologischen sowie sozialkritischen Inhalten.

##### Dokumentation
Im Zeitraum von 1946 bis 1992 produzierte die DEFA ca. 2000 Dokumentarfilme. Diese dienten der sozialistischen Propaganda, thematisierten jedoch ab den 1960er Jahren auch zunehmend Gesellschaftskonflikte. Auch die Ereignisse vor, während und nach der Wiedervereinigung wurden von Filmschaffenden in Dokumentationen festgehalten.

##### Spielfilm
Von 1946 bis 1992 entstanden etwa 730 Spielfilme verschiedenster Genres bei der DEFA, von denen einige bis heute ihren Kultstatus gehalten haben. Die Kollektion umfasst auch sogenannte Kellerfilme: Regimekritische Filme oder solche, deren Mitwirkende die DDR verließen und die daraufhin bis zur Wiedervereinigung zensiert oder verboten waren.

##### Wochenschau
Die Kinowochenschau der DDR „Der Augenzeuge“ diente zwischen 1946 und 1980 in über 2.000 Ausgaben sowohl als Informations- als auch Propagandamedium und beinhaltet zahlreiche Beiträge aus aller Welt zu wichtigen Themen, Ereignissen und Persönlichkeiten dieser Zeit.

#### Videoarchive

##### Blickpunkt
Die Kollektion umfasst Sendungen und Rohmaterial des Fernsehmagazins „Blickpunkt – Berichte aus den neuen Bundesländern“. Das Magazin zeigt die politischen sowie gesellschaftlichen Umbrüche und Entwicklungen in den neuen Bundesländern von 1990 bis 2005.

##### Cintec
Die Kollektion besteht aus Filmmaterial der ehemaligen Cintec Film- und Fernsehproduktionsgesellschaft mbH. Die rund 2200 Stunden Material entstanden zwischen 1985 und 2005 und beinhalten Aufnahmen zum Fall und Abriss der Berliner Mauer, zur Währungsunion, zu Prozessen gegen DDR-Politiker sowie zahlreiche Zeitzeugengespräche.

##### Wydoks
Die Kollektion umfasst circa 100 Stunden Videomaterial des Vereins Wydoks e. V. und des Berliner Musikers Alexander „Aljoscha“ Rompe. Das zwischen 1990 und 1992 entstandene Material zeigt Konzertmitschnitte der DDR-Punkband Feeling B sowie Interviews und Aufnahmen von Demonstrationen und bietet Einblicke in die alternative Musik- und Kulturszene der Nachwendezeit sowie die Berliner Hausbesetzerszene. Mehrere Musiker der DDR-Punkband gehören seit der Auflösung von Feeling B Anfang 1994 der Band Rammstein an.

##### Zeitzeugen-Archiv Thomas Grimm
Die Kollektion Zeitzeugen-Archiv Thomas Grimm aus dem DEFA-Bestand umfasst rund 1.700 zwischen 1989 und 2009 geführte Interviews des Filmemachers Thomas Grimm mit über 1.000 Persönlichkeiten aus Politik, Kultur, Wissenschaft und Sport.

### Blick in die Welt
Blick in die Welt, zunächst Kinowochenschau der französischen Besatzungszone in Nachkriegsdeutschland und später eine der Wochenschauen der Bundesrepublik Deutschland, berichtete zwischen 1945 und 1986 über die wichtigsten nationalen und internationalen Themen, Ereignisse, und Persönlichkeiten der Zeitgeschichte. Die Kollektion wird von der deutschen Filmproduktionsfirma Cinecentrum für Progress bereitgestellt.

### NVA-Filmstudio
Zwischen 1960 und 1991 entstanden im Armeefilmstudio und späteren Filmstudio der Nationalen Volksarmee (NVA) vor allem Ausbildungs- und Propagandafilme, aber auch Dokumentationen und Filmmagazine. Die 1.500 Produktionen aus dem Bestand des Bundesarchivs dienten der „sozialistischen Wehrerziehung“ und politischen Motivation der Soldaten der DDR.

### US Archives
Die Kollektion aus dem Filmarchiv Historiathek enthält ca. 1000 weltweit gedrehte Filme, die zwischen 1905 und 1992 unter anderem von der US-Regierung produziert wurden. Es handelt sich um Militär-, Lehr- und Dokumentarfilme sowie Veröffentlichungen und Rohmaterial der amerikanischen Wochenschau Universal Newsreel.

## Paula
2010 stiftete Progress anlässlich des 60. Unternehmensjubiläums den Paula-Preis. Er wird an Filmschaffende vergeben, die ihre Karriere bei der DEFA begonnen und sich heute um den gesamtdeutschen Film verdient gemacht haben. Die Paula steht als Preis sowohl für die Bedeutung des deutschen Filmerbes als auch zukunftsweisend für die Stärkung des deutschen Filmschaffens. Die Paula ist eine vollständig aus Bronze gegossene Frauenskulptur, entworfen von dem Künstler und Filmschaffenden Jürgen Böttcher. Bisherige Preisträger sind Katrin Sass (2010), Katharina Thalbach (2011), Henry Hübchen (2012), Michael Gwisdek (2013), Corinna Harfouch (2014), Rolf Hoppe (2015), Manfred Krug (2016) und Dagmar Manzel (2017).

## Auszeichnungen
- 1979: Banner der Arbeit Stufe I
- 2010: „Ausgewählter Ort 2010“ und der Sonderpreis „Gelebte Einheit“ durch die Standortinitiative „Deutschland – Land der Ideen“ unter der Schirmherrschaft des Bundespräsidenten